# Darren Ambrose
Darren Paul Ambrose (ur. 29 lutego 1984 w Harlow) – angielski piłkarz występujący na pozycji pomocnika w Colchester United.

## Kariera klubowa

### Ipswich Town
Ambrose jest wychowankiem Ipswich Town, z którym 1 sierpnia 2001 roku podpisał pierwszy profesjonalny kontrakt. W pierwszej drużynie zadebiutował 21 kwietnia 2002 roku w 36 kolejce Premiership w przegranym 0-2 wyjazdowym meczu z Arsenalem, wchodząc na boisko w 85 minucie w miejsce Marcusa Benta. Po tym sezonie Ipswich spadło z Premiership. W niższej klasie rozgrywkowej Ambrose wywalczył sobie miejsce w pierwszym składzie zespołu. Już w pierwszej kolejce, 10 sierpnia 2002 roku, zdobył swoją pierwszą bramkę dla Ipswich w wygranym 2-0 wyjazdowym spotkaniu z Walsall. W sezonie 2002/03 Ambrose zagrał w lidze dla Ipswich 29 razy i zdobył 8 bramek. Pomimo spadku z Premiership, Ipswich reprezentowało w tym sezonie Anglię w Pucharze UEFA, co było możliwe dzięki wygraniu klasyfikacji fair play. Ambrose zadebiutował w tych rozgrywkach w rewanżowym meczu rundy kwalifikacyjnej z luksemburskim Avenir Beggen, wygranym 8-1 na Portman Road. W tym spotkaniu Ambrose zdobył też swojego pierwszego gola w europejskich rozgrywkach. Ostatecznie Ambrose rozegrał cztery spotkania w Pucharze UEFA, a Ipswich odpadł w drugiej rundzie, przegrywając po rzutach karnych ze Slovanem Liberec.

### Newcastle United
25 marca 2003 roku Ambrose przeszedł za 1 mln funtów do występującego w Premiership – Newcastle United. W nowym zespole zadebiutował w ostatniej kolejce sezonu 2002/03 w zremisowanym 2-2 wyjazdowym spotkaniu z West Bromwich. Ambrose pojawił się na boisku w 76 minucie, kiedy to zmienił Nolberto Solano. Swojego pierwszego gola dla Newcastle zdobył 24 września 2003 roku w pierwszym spotkaniu 1 rundy Pucharu UEFA z NAC Breda, wygranym przez Anglików 5-0. Pierwszego gola w Premiership Ambrose zdobył w 19 kolejce w wyjazdowym spotkaniu z Leicester City, ratując remis 1-1 dla swojej drużyny w 90 minucie. W całym sezonie 2003/04 zagrał w lidze w 24 spotkaniach i zdobył 2 gole. W pucharze UEFA zespół Newcastle doszedł aż do półfinału, w którym przegrał z Marsylią, a Ambrose zaliczył 10 spotkań w tych rozgrywkach. W sezonie 2004/05 Ambrose zagrał jedynie w 12 spotkaniach Premier League, strzelając 3 gole.

### Charlton Athletic
8 lipca 2005 roku Ambrose przeszedł za 1,5 mln funtów do londyńskiego Charltonu, z którym związał się czteroletnim kontraktem. W debiucie w nowym zespole w spotkaniu pierwszej kolejki Premiership z Sunderlandem Ambrose został ukarany czerwoną kartką. Pierwszego ligowego gola dla Charltonu zdobył 22 października 2005 roku w wyjazdowum spotkaniu 11 kolejki przeciwko Portsmouth. Ambrose zakończył sezon z 3 bramkami zdobytymi w 28 spotkaniach, a zespół Charltonu uplasował się na 13. miejscu w tabeli. W kolejnym sezonie Ambrose trafił do siatki 3 razy w 26 spotkaniach, co nie uchroniło Charltonu przed spadkiem z Premier League. W sezonie 2007/08 rozegrał 37 spotkań w Championship, w których zdobył 7 bramek. Sezon 2008/09 nie był dla Ambrose’a udany. W Championship rozegrał 30 meczów, z czego 9 dla Ipswich Town, do którego był wypożyczony w okresie od 10 listopada 2008 do 1 stycznia 2009 roku, nie strzelając ani jednej bramki w całym sezonie ligowym. Jedynego gola w tym sezonie Ambrose strzelilł dla Charltonu w wygranym 1-0 spotkaniu Pucharu Anglii z Norwich.
Charlton sezon zakończył na ostatnim miejscu w tabeli i spadł z Championship, a kontrakt Ambrose’a nie został przedłużony.

### Crystal Palace
1 lipca 2009 roku na zasadzie wolnego transferu wzmocnił lokalnego rywala Crystal Palace, z którym podpisał dwuletni kontrakt. Ambrose szybko zyskał sympatię kibiców z południowego Londynu, zdobywając 12 bramek w pierwszych 20 spotkaniach sezonu 2009/10. Mimo dobrego początku sezonu, w styczniu 2010 roku z powodu problemów finansowych klub ukarano odjęciem 10 punktów. Zamiast walczyć o play-offy Palace musieli walczyć o utrzymanie. W ostatnim meczu sezonu z bezpośrednim rywalem w walce o utrzymanie Sheffield Wednesday Ambrose zdobył jedną z bramek, a spotkanie zakończyło się wynikiem 2-2 pozwalającym Palace utrzymać się w lidze. Po tym spotkaniu Ambrose stał się jednym z największych ulubieńców kibiców Crystal Palace, kończąc sezon z 15 ligowymi trafieniami. W kolejnym sezonie Ambrose długo zmagał się z kontuzjami, co pozwoliło mu na rozegranie jedynie 28 meczów, w których zdobył 7 bramek, a Palace zakończyli sezon na 20. miejscu. Sezon 2011/12 Ambrose zakończył z 7 trafieniami ligowymi w 36 spotkaniach. Najważniejszą bramkę zdobył jednak w ćwierćfinale Carling Cup z Mancheterem United rozegranym na Old Trafford i wygranym przez Palace 2-1, gdzie popisał się precyzyjnym uderzeniem z 32 metrów w samo okienko bramki bronionej przez Bena Amosa. Były wieloletni zawodnik Manchesteru – Gary Neville uznał tę bramkę za najpiękniejszego gola strzelonego przeciwko Manchesterowi United na Old Trafford jakiego widział w ostatnich 20 latach. Ostatecznie Palace odpadli w półfinale tych rozgrywek, ulegając po rzutach karnych drużynie Cardiff City.

### Birmingam City
13 lipca 2012 roku Ambrose niespodziewanie przeniósł się za 250 tysięcy funtów do Birmingham City, z którym związał się dwuletnim kontraktem. W zespole The Blues zadebiutował 14 sierpnia 2012 roku w wygranym 5-1 z Barnet spotkaniu Capital One Cup, w którym w 54 minucie wpisał się na listę strzelców.

## Statystyki ligowe
| Sezon   | Klub                   | Kraj   | Rozgrywki                      | Mecze | Bramki |
| ------- | ---------------------- | ------ | ------------------------------ | ----- | ------ |
| 2001/02 | Ipswich Town           | Anglia | Premiership                    | 1     | 0      |
| 2002/03 | Ipswich Town           | Anglia | Football League First Division | 29    | 8      |
| 2002/03 | Newcastle United       | Anglia | Premiership                    | 1     | 0      |
| 2003/04 | Newcastle United       | Anglia | Premiership                    | 24    | 2      |
| 2004/05 | Newcastle United       | Anglia | Premiership                    | 12    | 3      |
| 2005/06 | Charlton Athletic      | Anglia | Premiership                    | 28    | 3      |
| 2006/07 | Charlton Athletic      | Anglia | Premiership                    | 26    | 3      |
| 2007/08 | Charlton Athletic      | Anglia | Football League Championship   | 37    | 7      |
| 2008/09 | Charlton Athletic      | Anglia | Football League Championship   | 21    | 0      |
| 2008/09 | Ipswich Town           | Anglia | Football League Championship   | 9     | 0      |
| 2009/10 | Crystal Palace         | Anglia | Football League Championship   | 46    | 15     |
| 2010/11 | Crystal Palace         | Anglia | Football League Championship   | 28    | 7      |
| 2011/12 | Crystal Palace         | Anglia | Football League Championship   | 36    | 7      |
| 2012/13 | Birmingham City        | Anglia | Football League Championship   | 6     | 0      |
| 2013/14 | Birmingham City        | Anglia | Football League Championship   | 1     | 0      |
| 2013/14 | Apollon Smyrnis (wyp.) | Grecja | Superleague Ellada             | 11    | 6      |
| 2014/15 | Ipswich Town           | Anglia | Football League Championship   | 6     | 0      |
| 2015/16 | Colchester United      | Anglia | Football League One            | 12    | 2      |

## Kariera reprezentacyjna
W reprezentacji Anglii do lat 21 rozegrał w latach 2003–2005 10 spotkań, w których zdobył 2 bramki. Na początku 2011 roku selekcjoner reprezentacji Irlandii Giovanni Trapattoni rozważał powołanie Ambrose’a do kadry tego kraju. Mimo rozegrania 10 spotkań dla angielskiej młodzieżówki, w myśl nowych przepisów FIFA, Ambrose którego jeden z dziadków był Irlandczykiem mógł być powołany do reprezentacji tego kraju. Ostatecznie Ambrose powołania nie otrzymał.